# 馬替駅
馬替駅（まがええき）は、石川県金沢市馬替三丁目にある、北陸鉄道石川線の駅である。駅番号はI07。

## 歴史
- 1943年（昭和18年）2月1日：上野々市駅（現在の野々市工大前駅） - 大額駅（現在の額住宅前駅）間に駅開業[2]。
  - なお、文献によっては石川電気鉄道（後の石川鉄道）の新野々市駅（現在の新西金沢駅） - 鶴来駅開業日の1915年（大正4年）6月22日とするものがある[3]。

## 駅構造

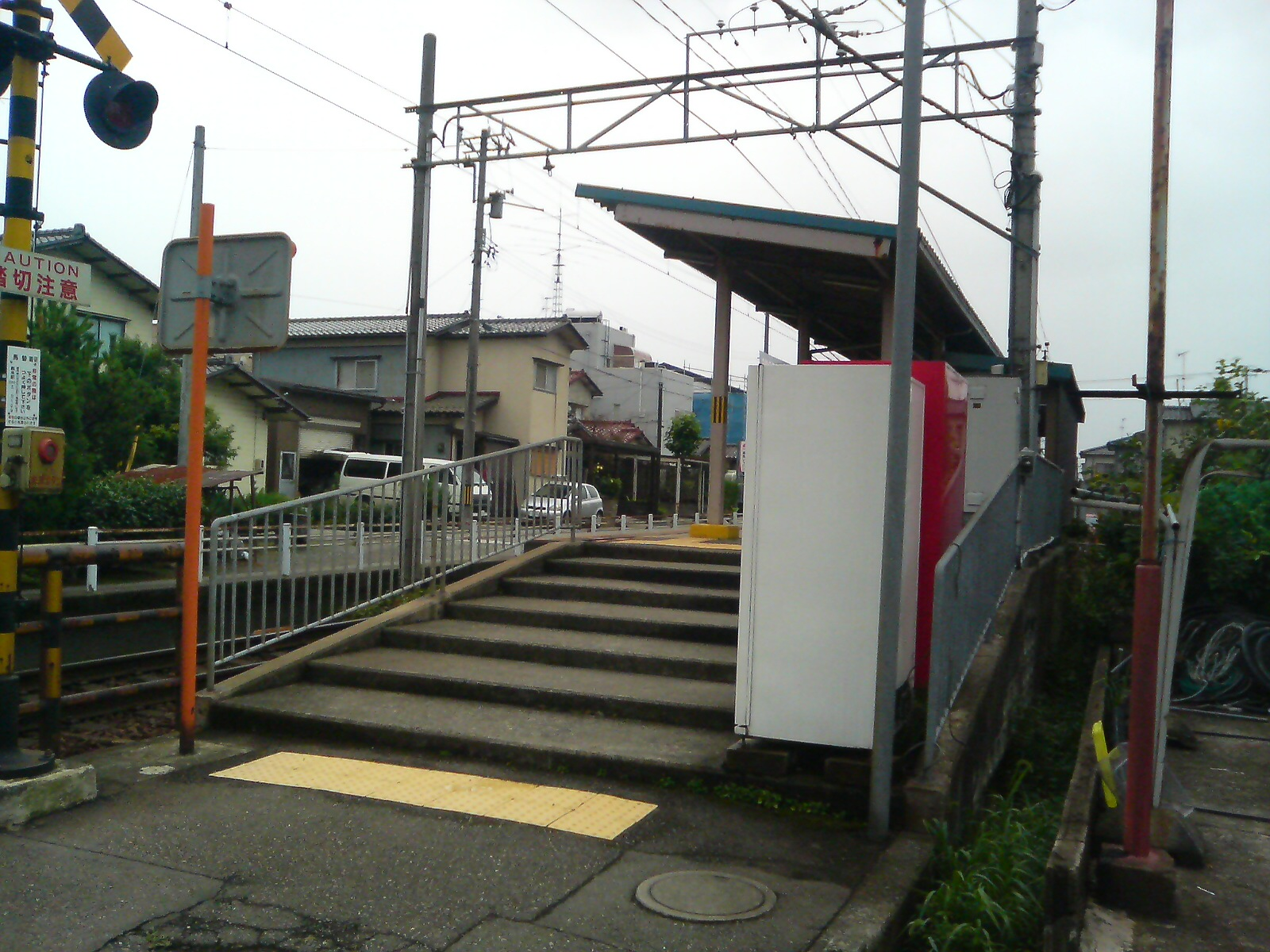
駅入口

単式1面1線のホームを持つ地上駅で無人駅である。かつては一部の準急列車が停車していたが、2006年（平成18年）12月1日で廃止となっている。

## 利用状況
| 1日乗降人員推移 | 1日乗降人員推移 |
| 年度            | 1日平均人数     |
| --------------- | --------------- |
| 2006年          | 282             |
| 2007年          |                 |
| 2008年          |                 |
| 2009年          |                 |
| 2010年          |                 |
| 2011年          | 277             |
| 2012年          | 242             |
| 2013年          | 246             |
| 2014年          | 246             |
| 2015年          | 234             |
| 2016年          | 245             |
| 2017年          | 265             |

## 駅周辺
- 金沢市立扇台小学校
- 野々市市立菅原小学校

## 隣の駅
北陸鉄道
■石川線
野々市工大前駅 (I06) - 馬替駅 (I07) - 額住宅前駅 (I08)